# Vuurtoren bij Westkapelle (1908)
Vuurtoren bij Westkapelle is een schilderij van de Nederlandse schilder Piet Mondriaan in het Kunstmuseum Den Haag.

## Voorstelling

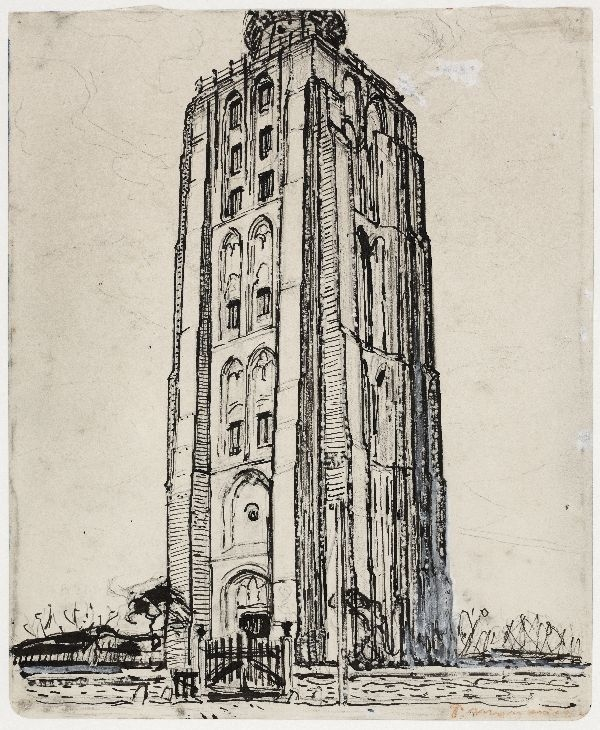
Piet Mondriaan. Vuurtoren bij Westkapelle. 1909. Inkt, krijt en gouache op papier. Den Haag, Gemeentemuseum Den Haag.

Het stelt de vuurtoren van Westkapelle voor, ook Westkapelle Hoog genoemd. Mondriaan maakte tijdens zijn vakanties in Zeeland minstens vijf tekeningen en schilderijen van deze vuurtoren. Zoals hij dit eerder deed met motieven van het Gein onderzocht hij ook hier over de periode van enkele jaren de mogelijkheden van verschillende manieren van werken: van heel gedetailleerd tot heel impressionistisch. De versie uit 1908 is de meest abstracte. Het lijkt in een paar snelle bewegingen geschilderd te zijn. In werkelijkheid, echter, schilderde Mondriaan er in tussenpozen aan, mogelijk ook na zijn terugkomst in Amsterdam. Na zijn tweede verblijf in Zeeland gaf hij in een brief aan de violiste Aletta de Iong aan ‘een beetje op te schieten met eenige dingen uit Zeeland, die ik geheel naar mijn zin maak’.

## Toeschrijving en datering
Het werk is linksonder gesigneerd ‘P. MONDRIAAN’. Hij maakte hij tijdens zijn eerste verblijf in Domburg in 1908.